# Hans Cramer
Pour les articles homonymes, voir Cramer.
Hans Cramer (né le 13 juillet 1896 à Minden et mort le 28 octobre 1968 à Minden) est un General der Panzertruppe allemand qui a servi au sein de la Wehrmacht pendant la Seconde Guerre mondiale.
Il a été récipiendaire de la croix de chevalier de la croix de fer. Cette décoration est attribuée pour récompenser un acte d'une extrême bravoure sur le champ de bataille ou un commandement militaire avec succès.

## Biographie
Hans Cramer rejoint le corps des cadets de Prusse avant la Première Guerre mondiale. Pendant la guerre, il devient  Leutnant (lieutenant), commandant de compagnie et adjudant du bataillon dans le 15e régiment d'infanterie (de). En tant que chef de la 1ère compagnie de mitrailleuses, il est transféré le 5 juillet 1918 dans le 55e régiment d'infanterie avant sa capture par les britanniques en août 1918.
Libéré au printemps 1919, il est retenu dans la Reichswehr. Il sert d'abord dans le 18e régiment d'infanterie et rejoint le 13e régiment de cavalerie, le 1er janvier 1923. Après avoir servi dans diverses autres unités, il est promu au grade de Hauptmann (capitaine) le 1er février 1931. Le 1er janvier 1936, il est promu Major et le 1er février 1939 Oberstleutnant. Après la mobilisation, il est nommé le 26 août 1939 commandant du département de formation de cavalerie. Il sert en Pologne et le 1er octobre 1941, il est promu Oberst (colonel) et est affecté au 10e Régiment de Panzer. Le 25 mars 1941, il est nommé commandant de la Panzer Regiment 8. En avril 1941, son unité fait partie de la Deutsches Afrikakorps. Le 24 juin 1941, il est grièvement blessé à la bataille de Sollum au cours de l'Opération Battleaxe. Trois jours plus tard, il lui est décerné la croix de chevalier de la croix de fer pour son rôle dans la bataille. Le 1er avril 1942, Hans Cramer est nommé chef d'état-major à l'OKH. Le 1er novembre 1942, il est promu Generalmajor et le 22 janvier 1943, il est à nouveau promu au grade de Generalleutnant. Le 10 février 1943, il est déplacé à la réserve.

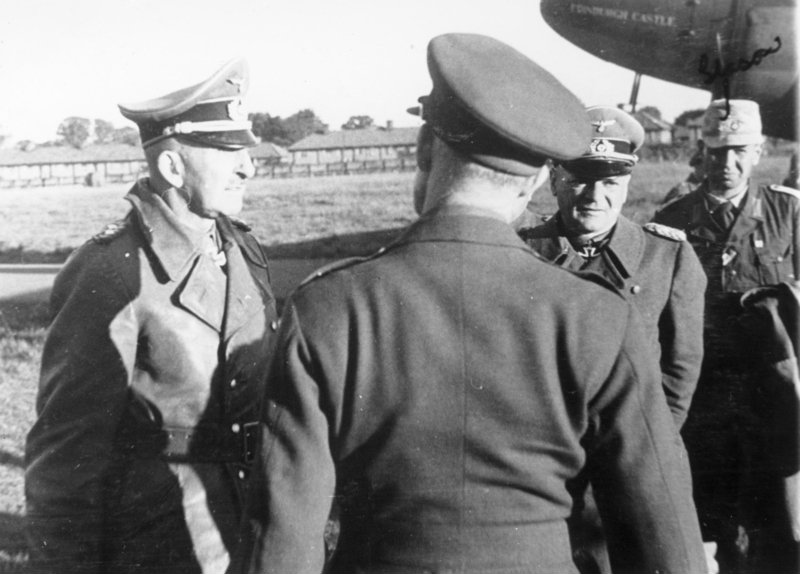
Generaloberst Hans-Jürgen von Arnim (à gauche) et le général der Panzertruppe Hans Cramer (au centre) en captivité en route vers le camp Trent Park en 1943.

Il retourne en Afrique et le 1er mai 1943, il est promu au grade de General der Panzertruppe. Le 12 mai 1943 avec la capitulation des forces allemandes en Afrique du Nord, il est capturé et part en captivité par les britanniques. Du 16 mai 1943 à février 1944, il est détenu à la prison spéciale pour les généraux et officiers allemands capturés de Trent Park au nord de Londres. En raison de son asthme sévère, il est libéré en mai 1944 et renvoyé en Allemagne.
Lors de son voyage de rapatriement, il est autorisé à voir le réel 21st Army Group (21e Groupe d'armées) préparer l'invasion de l'Europe, mais en fait, le groupe d'armées est dans le Kent. Cela faisait partie de la campagne de désinformations alliée, l'Opération Fortitude avant le jour du D-Day.
Après son rapatriement, Hans Cramer est nommé au Groupe de Panzer Ouest en France, mais comme ancien prisonnier de guerre, il est tombé sous le soupçon de complicité après le complot du 20 juillet 1944. 

Du 26 juillet au 5 août 1944, il est conduit dans la prison de la Gestapo sur la Prinz-Albrecht-Strasse à Berlin et dans une annexe du camp de concentration de Ravensbrück.

Le 14 septembre 1944, il est licencié de la Wehrmacht. Du 24 décembre 1944 jusqu'à la reddition allemande, il est en résidence surveillée.
De mai 1945 jusqu'au 15 février 1946, il est nommé par les britanniques commandant suprême de toutes les troupes allemandes capturées en Holstein.

## Décorations
- Croix de fer (1914)
  - 2e classe
  - 1re classe
- Croix d'honneur
- Agrafe de la Croix de fer (1939)
  - 2e classe (19 septembre 1939)
  - 1re classe (3 octobre 1939)
- Insigne de combat des blindés en Argent (4 octobre 1941)
- Croix allemande en or (5 mars 1942)
- Croix de chevalier de la croix de fer
  - Croix de chevalier le 27 juin 1941 en tant que Oberstleutnant et commandant du Panzer-Regiment 8
- Bande de bras Afrika